# Szöcskeegérformák
A szöcskeegérformák (Zapodinae) az emlősök (Mammalia) osztályának a rágcsálók (Rodentia) rendjébe, ezen belül az ugróegérfélék (Dipodidae) családjába tartozó alcsalád.

## Rendszerezés
Az alcsaládba az alábbi 3 nem és 5 faj tartozik:
- Eozapus Preble, 1899 – 1 faj
  - szecsuáni szöcskeegér (Eozapus setchuanus) Pousargues, 1896
- Napaeozapus Preble, 1899 – 1 faj
  - erdei szöcskeegér (Napaeozapus insignis) Miller, 1891
- Szöcskeegerek (Zapus) Coues, 1875 – 3 faj